# Passen
Passen is een spelterm die aangeeft dat men zijn beurt overslaat en/of geen gebruik maakt van het recht een handeling te verrichten.

## Voorkomen
Passen komt onder meer voor bij de bieding van een kaartspel, bij veel taalspelen, en bij enkele bordspelen.

## Etymologie
Het woord komt van het Franse passer = passeren, voorbijgaan. In het Engels schrijft men "pass", wat als "voorbijgaan" wordt geïnterpreteerd.
Afgeleid van de spelterm wordt het woord ook gebruikt in het maatschappelijk verkeer, om aan te geven dat men geen gebruik maakt van een aanbod of gelegenheid.

## Opties

### Passen niet toegestaan
Bij spelen waar passen niet is toegestaan kan de resulterende speeldwang vaak strategisch worden ingezet (zetdwang, tempodwang). Een voorbeeld is 1-2-3-nim, een spel waarbij beide spelers om de beurt 1, 2, of 3 fiches uit een verzameling wegnemen. Wie het laatste fiche neemt heeft verloren. Dit spel werkt enkel als passen niet is toegestaan.

### Passen beperkt toegestaan
Soms is passen enkel toegestaan als spelen niet mogelijk is (vergelijk kleur bekennen).
Een speciaal geval is schaken. Passen is hier niet toegestaan, maar als spelen onmogelijk is volgt pat, remise. Het is dus in het voordeel van de voorliggende partij pat te vermijden.

### Passen vrijelijk toegestaan
Als alle partijen passen, is (de huidige fase van) het spel tot een einde gekomen. Bij bridge eindigt zo het bieden, en bij go het spel.